# مورچه‌مرغ چهچهه‌زن ایمری
مورچه‌مرغ چهچهه‌زن ایمری (نام علمی: Hypocnemis flavescens) نام یک گونه از سرده چهچهه‌زن‌ها است.